# Dänische Badmintonmeisterschaft 1950
Die Dänische Badmintonmeisterschaft 1950 fand vom 18. bis zum 22. März 1950 in Kopenhagen statt. Es war die 20. Austragung der nationalen Titelkämpfe im Badminton in Dänemark.

## Titelträger
| Disziplin    | Sieger                                            |
| ------------ | ------------------------------------------------- |
| Herreneinzel | Jørn Skaarup, Københavns BK                       |
| Dameneinzel  | Tonny Ahm, Gentofte BK                            |
| Herrendoppel | Ib Olesen, Københavns BK John Nygaard, Amager BC  |
| Damendoppel  | Agnete Friis Birgit Rostgaard Frøhne, Gentofte BK |
| Mixed        | Poul Holm Tonny Ahm, Gentofte BK                  |